# Тимо Глок
Тимо Глок (на немски: Timo Glock) е немски автомобилен състезател и пилот от Формула 1, роден на 18 март 1982 г. в Линденфелс/Оденвалд, Германия.
През 2004 година е тест пилот на Джордан, през 2007 е тест пилот на БМВ Заубер.
Дебют прави на 13 юни 2004 г., в състезанието за Голямата награда на Канада.
Там пилотира на мястото на контузения при състезателен инцидент – Джорджо Пантано.
На 26 септември 2004 година отново замества Пантано, този път за последните три състезания до края на сезона — Голяма награда на Китай, Япония и Бразилия.
Най-високо класиране – 7-и в Канада.
От 2008 г. се състезава за отбора на Тойота.
В края на 2009 година подписва договор за първи пилот на новосъздадения тим Върджин Рейсинг.